# バーガル語
バーガル語（バーガルご、バーガル語: बागड़ी、英: Bagri language）はインド語派に属するラージャスターン語の方言の一つである。バーガル語はインドのラージャスターン州、ハリヤーナー州、パンジャーブ州で話されており、その話者数は約500万人である。少数ながらパキスタンのパンジャーブ州でも話されている。

## 言語名別称
- Bagari
- Bagria
- Bagris
- Bahgri
- Baorias
- Bawri